# مسجد شينغ هو
مسجد شينغ هو تأسس المسجد بمبادرة بمبادرة من رابطة مسلم الصيني في فلمبان جنوب سومطرة، المسجد بني من مزيج من العناصر المعمارية الصينية والماليزية، وقد بدأ بناء المسجد مع وضع حجر الأساس في عام 2003، بلغت تكلفة البناء الأولية للمسجد حوالي 150 مليون روبية تم الحصول عليها من المسلمين في فلمبان، أما الأرض التي وفقد فهي منحة من الحكومة المحلية، وافتتح المسجد في عام 2006 .

## التاريخ
انتشر الإسلام في إندونيسيا منذ قيام التجار العرب بنشر الدعوة هناك، وقد لعب التجار من أصل صيني دورا هاما في نشر الإسلام في المنطقة الساحلية من فلمبان، وكان أحد من قاموا بهذا الدور هنا هو الادميرال تشنغ هو الذي ساهم في نشر الإسلام في فلمبان، وكان أسطول تشنغ هو يتكة ن من 62 سفينة ويبلغ مجموع جنوده 27800 جندي، وقد رست سفنه في الميناء القديم من فلمبان، في عام 1407 وفي مدينة فلمبان، التي كانت تحت حكم سريفيجايا قد طلبة مساعدة من الأسطول الصيني في جنوب شرق آسيا لتدمير قوة قراصنة ولصوص هوكين الصيني، ثم تدخل شينع هو واعتقل بنجاح قائد القراصنة هوكين ونقل إلى بكين، منذ ذلك الحين، أنشأ الادميرال تشنغ هو الجالية الصينية المسلمة في فلمبان، والتي وجودة وكونت من العديد من الأشخاص الصينيين الذين يعيشون في المدينة.

## العمارة
سمي المسجد باسم مسجد محمد تشنغ هو، وقامت العمارة فيه على فن العمارة الصينية، وتبلغ الطاقة الاستيعابية للمسجد حوالي 600 مصلي موزعين على طابقين مبينية، مسجد تشنغ هو لديه تصميم معماري فريد يجمع بين عناصر الثقافة المحلية مع ظلال فلمبان الصينية والعربية، تم بناء المسجد على أرض تبلغ مساحتها 5000 متر مربع في مجمع سكني للطبقة الوسطى، الماذن تمتد على جانبي المسجد، أخذ المسجد اللون الأحمر واليشم الأخضر وهو تقليد في بناء المعابد في الصين، بدأ استخدام المسجد منذ شهر أغسطس عام 2008، وليس هناك حاجز يفصل بين المصلين من الرجال والنساء في المسجد، يصلي الرجال في الطابق الأول، في حين أن النساء يصلين في الطابق الثاني، في حي المسجد هناك منزل صغير للامام ومكتب ومكتبة وقاعة متعددة الأغراض.

## المسجد حاليا
مسجد شينغ هو يقوم بالعديد من الوظائف، فهو ليس فقط مجرد مكان للعبادة، ولكن المسجد يحتوي العديد من الأنشطة الدينية والمجتمعية، وأصبحت وجهة سياحية ومكان لجذب الزوار من ماليزيا وسنغافورة وتايوان وحتى روسيا، مسجد تشنغ هو في إندونيسيا هو دليل على أن هناك مجالا للمواطنين للتعبير عن هويتهم الفريدة، فالمسجد خليط من تقاليد وثقافة الإسلام الصيني والاندونيسي والعربي في السياق المحلي.